# Văcărești (okręg Teleorman)
Văcărești – wieś w Rumunii, w okręgu Teleorman, w gminie Drăgănești de Vede. W 2011 roku liczyła 683 mieszkańców.